# قوت (خوراک)
قوت یا قِووت یکی از غذاهای سنتی استان همدان است که با نان خشک کوبیده معمولاً نان سنگک، گردو، سبزی خوردن، پیاز خردشده، پنیر فتا و روغن حیوانی یا کره آب شده درست می‌شود. این خوراک بیشتر به عنوان عصرانه مصرف می‌شود.

## ثبت در فهرست میراث فرهنگی ناملموس
قووت در ۱۴ بهمن ۱۳۹۹ به شماره ۲۳۰۰ در فهرست میراث فرهنگی ناملموس همدان ثبت شد. 